# Nicolas Desmares
Pour les articles homonymes, voir Desmares.
Nicolas Desmares, né à Rouen en 1650 et mort à Paris le 3 novembre 1714, est un comédien français.
Beau-frère de Champmeslé, il se fait également appeler « Champmeslé » et entre avec sa sœur, Marie Champmeslé, au théâtre de Rouen. Son talent lui vaut d’être appelé à jouer à la cour du roi de Danemark. Rappelé par sa sœur à Paris, il est reçu le 28 mars 1685 « sans début » – honneur octroyé pour la première fois – à la Comédie-Française où il se spécialise dans les rôles de paysan qu’il joue supérieurement et de manière inimitable. Il s’est retiré avec une pension de 1 000 livres le 27 juin 1712.
Il avait épousé la petite-fille de Montfleury, l’actrice Anne d'Ennebault, dont il eut deux filles, elles-mêmes actrices et sociétaires de la Comédie-Française : Charlotte Desmares et Catherine Dangeville.